# Медянский, Михаил Сергеевич
Михаил Сергеевич Медянский (1899, Тургай — 1965) — советский офицер, полковник.

## Биография
Родился в городе Тургае. Отец его работал учителем, а затем стал попом-миссионером. В 1914 году окончил городское училище. Работал контролёром на железной дороге. В 1916 году уехал в Киев, где устроился работать продавцом в студенческом магазине техникума. Именно здесь он заинтересовался революционными идеями, а затем стал выполнять поручения студентов-революционеров.

## Гражданская война
В 1917 году вступил в РСДРП(б). В том же году во время разгона гайдамаками большевистского митинга в Киеве был ранен.
Затем вступил в РККА и ушёл вместе с её частями, отступившими в ходе занятия Украины немцами. В 1918 был командирован на 1-е Московские артиллерийские командные курсы в Лефортово. Во время учёбы вместе с другими курсантами подавлял мятеж левых эсеров, а потом в составе курсантской батареи Особого назначения был брошен на Северо-Двинский участок Северного фронта отражать наступление английских интервентов. Близко был знаком с И. П. Уборевичем, служившим на том же фронте.
После стабилизации Северного фронта закончил учёбу в Москве и был направлен на Южный фронт отражать наступление деникинцев. Воевал в составе 1-го полка Червоного казачества под командованием В. М. Примакова, развёрнутого позже в бригаду, а затем в 8-ю кавалерийскую дивизию. Первоначально командовал батареей, затем служил при штабе 8-й кавалерийской дивизии Червоного казачества для выполнения особых поручений Примакова, а затем по личной просьбе был направлен в войска, где стал помощником командира кавалерийского полка.
Во время рейда дивизии Примакова на Льгов лично руководил операцией по подрыву виадука, в результате которой пять деникинских бронепоездов оказались в ловушке, были брошены экипажами и вошли в состав РККА.

## Межвоенный период
После войны продолжил службу в частях Червонного казачества. В 1921 исключён из РКП(б) за неявку на собрание по чистке партии. В 1922 году был арестован и 1 октября того же года военным трибуналом 1-го Конного корпуса осуждён к расстрелу «за неприятие мер против развития уголовного бандитизма в частях корпуса». Расстрел, однако, был заменён 5 годами лишения свободы со строгой изоляцией. Но уже в 1923 году Медянский был освобождён по ходатайству прокурора.
Однако в кавалерию Медянский уже не вернулся, а был направлен на учёбу в Егорьевскую авиационную школу. По окончании авиашколы проходил службу в ВВС на командных должностях. Затем был направлен на учёбу в 1-ю военную школу лётчиков имени А. Ф. Мясникова, по окончании которой служил в Витебске. В 1930 году командовал авиаотрядом в Смоленске. В 1931 году Медянский был вновь принят в ВКП(б) и назначен командиром 4-й тяжёлой авиабригады, дислоцировавшейся во Ржеве. 28 ноября 1935 года ему было присвоено звание комбрига.
Будущий генерал-лейтенант авиации А. З. Каравацкий, служивший в те годы в этой бригаде командиром эскадрильи, вспоминал:

Михаил Сергеевич превосходно знал своё дело. Разбирался и в человеческих душах. Чутко, по-отцовски заботливо относился он к каждому человеку. Служить под его началом было интересно. Он охотно поддерживал всякие новшества, если они сулили хоть какую-то выгоду, содействовали боевой выучке авиаторов. Медянский никогда не допускал грубости в отношениях с подчиненными. Авиационной техникой он овладел успешно, терпеливо передавал нам золотые крупицы опыта. — А. З. Каравацкий «Маршрутами мужества»

## Арест
В июне 1937 за связь с «врагом народа» Уборевичем был исключён из партии. 15 августа того же года комбриг Медянский был арестован сотрудниками НКВД, а через пять дней уволен из РККА. 16 августа Медянскому были предъявлены обвинения в том, что он якобы занимался подрывной деятельностью в частях ВВС по заданию В. В. Хрипина, а также в том, что он является участником военно-фашистского заговора, в который его в октябре 1935 завербовал Уборевич. На Медянского имелись и впоследствии были добыты уличавшие его показания других подследственных, в том числе комкора В. В. Хрипина и бригадного комиссара А. Ю. Киверцева.
Однако, Медянский четыре с половиной месяца отвергал эти обвинения и лишь 31 декабря того же года подписал признательные показания. Но уже 4 января 1938 он отказался от них. В ходе следствия подвергался избиениям, в результате которых ему было сломано ребро. Под давлением следователей 19 августа 1938 года Медянский вновь дал признательные показания о своём участии в военном заговоре, но заявил при этом, что сам не занимался вербовкой в заговор новых членов. После этого он два месяца лечился в тюремной больнице. 4 января 1939 года Медянский вновь отказался от своих показаний. Однако, прокурор Калининского военного округа бригвоенюрист М. М. Бескоровайный счёл этот отказ неосновательным, а 22 марта 1939 утвердил обвинительное заключение по статьям 58-1«б» и 58-11 УК РСФСР.
20 ноября 1939 года Медянский предстал перед судом ВКВС. Решения по делу вынесено не было, а само оно было направлено на доследование. По постановлению следственной части особого отдела Калининского военного округа 15 марта 1940 года Медянский был освобождён из под стражи.

## Дальнейшая служба
После освобождения добился восстановления в кадрах Красной Армии, в звании и правах на награды. Однако, в войска его больше не направляли. Дальнейшую службу Медянский проходил на преподавательских должностях в различных авиаучилищах. До Великой Отечественной войны не был переаттестован и продолжал службу в звании комбрига. Впоследствии переаттестован в полковники. В ноябре 1945 года уволен в запас по болезни.
С 1946 по 1951 год — командир авиагруппы Министерства геологии.

## Награды
- Орден Ленина;
- 2 Ордена Красного Знамени (1920[4], 19..);
- Орден Красной Звезды (1936[5]).